# Вернеївка
Вернеївка (пол. Wernejówka) — колишнє лемківське село у Підкарпатському воєводстві Республіка Польща, Сяноцького повіту, гміна Команча.
З 1 січня 2017 р. місцевість увійде до гміни Ясліська Кросненського повіту.

## Розташування
Знаходилася на правому березі річки Віслок на схилі хребта Буковиця.

## Історія
Село закріпачене в другій половині XVI ст.
Церква була дочірньою до греко-католицької парохії в Суровиці до 1833 р., далі до 1945 р. — парохії Поляни Суровичні Риманівського деканату за 5 км.
У 1893 у селі було 18 будинків і 106 мешканців (греко-католиків).
У 1926 р. збудована дерев'яна богослужбова каплиця Положення Ризи Пресвятої Богородиці. 
У 1936 у селі було 113 мешканців, з них 106 греко-католиків, 7 римо-католиків і 3 юдеї. Село належало до Сяніцького повіту.
Після виселення українського населення 1944–1946 років та депортації в рамках операції «Вісли» у 1947 р. село спорожніло. Тепер тут знаходяться сільськогосподарські угіддя і господарські будівлі.